# Anna Ivanovna
Anna Ivanovna Romanovová (též Anna Ioannovna, rusky Анна Иоанновна, 7. února 1693, Moskva – 28. října 1740, Petrohrad) byla vévodkyně kuronská a zemgalská v letech 1711–1731 a v letech 1730–1740 ruská carevna, dcera cara Ivana V. a Praskovji Fjodorovny Saltykovové.

## Životopis

### Vévodkyně kuronská a zemgalská
Anna Ivanovna prožila dětství a dospívání spolu s rodiči daleko od dvorských intrik a politického dění. Zprvu se nebral ohled na její práva na ruský trůn, protože ten pevně držel její strýc Petr Veliký a hodlal ho předat svým potomkům. V roce 1710 zemřel mladý vévoda kuronský a zemgalský Fridrich Vilém Kettler, za kterého se provdala několik měsíců předtím, a protože jeho právoplatný následník Ferdinand Kettler (ženatý s Johannou Magdalenou, princeznou Sasko-Weißenfelskou) žil trvale v Gdaňsku, stala se ovdovělá Anna faktickou vládkyní tohoto baltského vévodství. Na požádání Petra I. od té doby měla své sídlo v Mitavě (dnešní Jelgava). Sedmnáctiletá dívka se však správou panství nezabývala a nechávala ji zcela na svých rádcích, nejprve pod kontrolou ruského zmocněnce P. M. Bestuževa-Rjumina. Ten nejen vládl vévodství, ale patrně byl delší dobu i Anniným milencem.
V důsledku převzetí vlády nad vévodstvím Annou Ivanovnou se země dostala do sféry moci Ruska, což znamenalo rozkolísání rovnováhy sil v této oblasti. Námitky proti tomu měl pruský král Fridrich Vilém I., který pojal plán mající za cíl převzetí vévodství pod nadvládu Hohenzollernů cestou dynastického sňatku. Podobně ovšem uvažovali i Wettinové i kuronská šlechta. Kuronské stavy začaly hledat sobě nového vévodu a Anně Ivanovně manžela; našly ho v osobě Mořice Saského, který se chopil vlády v roce 1726, k sňatku s Annou však nedošlo pro intriky knížete Menšikova, který sám měl zájem Kuronsko získat. Mořic však nevládl dlouho (do roku 1729), neboť se proti němu postavil jak polský Sejm, tak Rusko. Nakonec se vlády v Kuronsku v roce 1730 přece jen ujal Ferdinand Kettler, který zde panoval do své smrti v roce 1737. Poté Anna Ivanovna, která se mezitím stala ruskou carevnou, prosadila za vévodu kuronského svého favorita Arnošta Jana Bührena.
Ten vstoupil do Annina života přibližně v době, kdy sešlo z jejího sňatku s Mořicem Saským, a měl na ni ohromný vliv až do konce jejího života. Pomluvy zlých jazyků tvrdily, že byl původně Anniným podkoním, skutečnost však byla jiná: v roce 1718 nastoupil jako osmadvacetiletý dvořan do služby v kanceláři ovdovělé vévodkyně, stal se záhy správcem jednoho z panství a v roce 1727 plně vystřídal Bestuževa, a to nejen v úřadě, ale i v roli Annina favorita. Objevily se dokonce zvěsti, že mladší Bührenův syn, Karel Arnošt (nar. 11. října 1718) měl být jeho synem od Anny. (Toto tvrzení obsahuje kniha knížete Dolgorukého, vydaná v roce 1788). Pro tuto domněnku není přímých důkazů, existuje však nepřímé svědectví: když Anna v lednu roku 1730 přesídlila z Mitavy do Moskvy převzít vládu nad říší, vzala chlapce s sebou, třebaže Arnošt Jan s rodinou zůstal v Kuronsku.

## Ruská carevna

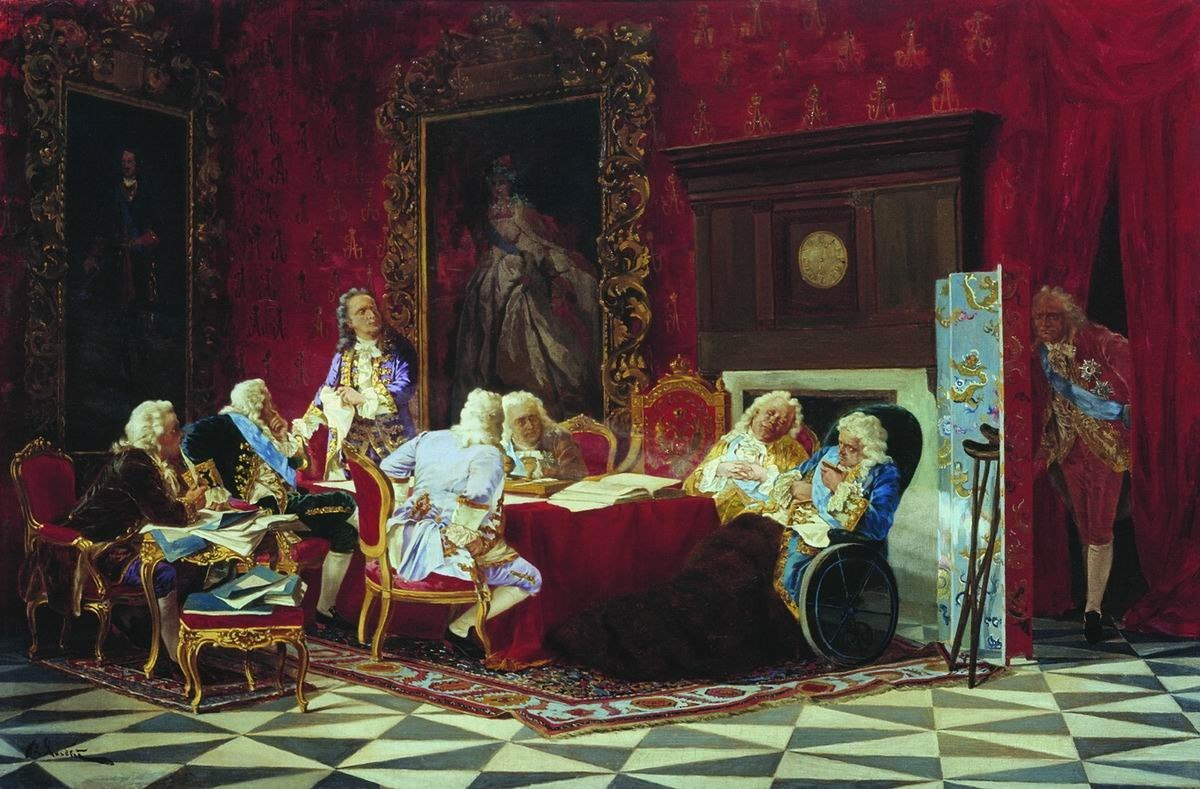
Kabinet ministrů carevny Anny Ivanovny

Podle testamentu Kateřiny I. měly se po smrti mladého bezdětného cara Petra II. ujmout vlády společně dcery Petra Velikého a Kateřiny I. Anna Petrovna a Alžběta Petrovna. Anna Petrovna však zemřela ještě před Petrem II. a Alžběta zase – jako dcera „služky a cizinky“ – nebyla vhod mocnému starému rodu Dolgorukovových; ti vyvolali zasedání Nejvyšší tajné rady a na něm prosadili uznání kněžny Anny Ivanovny ruskou carevnou a následně uvedli v život Dvanáct bodů (samoděržaví).

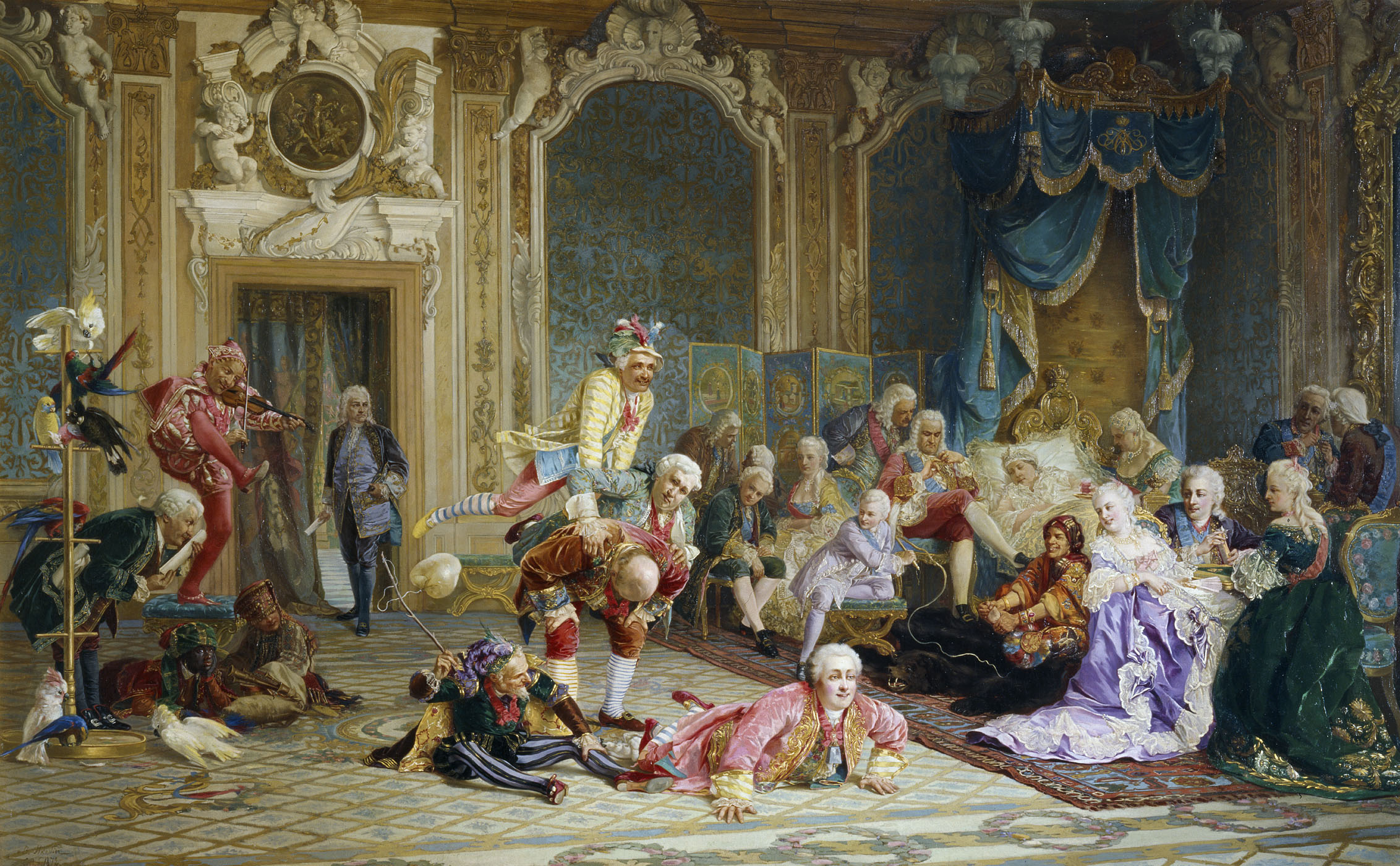
Carevna Anna se svými šašky a domácími mazlíčky

Po příjezdu do Ruska v roce 1730 Anna Ivanovna po své korunovaci v Moskvě vrátila status hlavního města Petrohradu. Sídlíc v městě nad Něvou, tak jako v případě Kuronska se nezajímala o státní záležitosti, zabývala se pouze dvorem, plesy a zábavami. Náklady na pořádání plesů, lovů a recepcí byly za její vlády vyšší než výdaje na armádu. Známým se stal její zahajovací ples v nově dokončené galerii Zimního paláce, jíž uprostřed ruské zimy vyzdobila hájem rozkvetlých pomerančů a citroníků. Nařídila ruské šlechtě, aby nahradila svůj prostý nábytek mahagonovým či ebenovým a namísto vodky pila po jejím vzoru francouzská vína.
Carevna Anna byla obézní postavy, měla hrubé, jakoby mužské rysy obličeje a mluvila zvláštním, hlubokým hlasem. Měla nestálou a náladovou povahu, dokázala být pozorná a milá, ale vůči lidem, kteří jí podle jejího názoru něčím ublížili, byla velmi pomstychtivá. Potrpělasi na dobré jídlo a byla milovnicí vína, které se za její vlády začalo na carském dvoře ve větší míře konzumovat.
Bavilo ji i divadlo, zvláště komické opery, velmi ráda hrála karty a vynikala ve střelbě. Je známo, že střílela na prolétající ptáky přímo z oken Zimního paláce.Její vlastní vkus se neomezoval jen na šaty a šperky, sama si nechala navrhnout toaletní stolek z ryzího zlata nebo přenosný záchod ze stříbra, posázený rubíny. Svým sloužícím také navrhovala livreje a bavila se tím, že mezi nimi domlouvala sňatky. Zvláště ráda trávila čas ve společnosti početné družiny šašků, mrzáků a trpaslíků. Jeden z jejích oblíbených šašků, italský trpaslík Pedrillo Pietro Mira se stal předlohou pro ruskou lidovou loutku Petrušky. Své šašky ovšem také ponižovala a vystavovala hrubým a nechutným "žertům".
Bizarním vrcholem Anniny extravagance se stala svatba jejího šaška Michajla Golicyna s kalmyckou (nebo itelmenskou) ženou v únoru 1740. Po svatebním obřadu byli nevěsta a ženich vezeni v kleci na hřbetě slona a doprovázeni průvodem lidí ze všech koutů Ruské říše, zejména ze Sibiře a Střední Asie, v národních krojích, z nichž někteří jeli na velbloudech, jiní na sobích nebo psích spřeženích, zatímco carevnini šašci se průvodu účastnili v saních tažených prasaty. Cílem průvodu byl ledový palác, postavený na zamrzlé Něvě. Z ledu byly také vyrobeny veškeré interiérové dekorace a náčiní, včetně nábytku, šálků, hracích karet, květin, ale i svatebního lože pro novomanžele, kteří v něm museli na carevnin rozkaz strávit celou noc.
Důležité posty ve státě zaujímali rádcové z řad německé šlechty, jejichž vlivu carevna zcela podléhala. Vládu v Rusku v jejím jméně spravoval Arnošt Jan Bühren, který po obdržení titulu říšského hraběte změnil příjmení na Biron. Stál v čele Tajné kanceláře i tříčlenného Carského kabinetu, které si zcela podřídil. Členy Carského kabinetu, který tvořil hlavní vládní orgán, byli spolu s Biornem jeho oddaní spolupracovníci maršál Burkhard Christoph Münnich, jenž měl na starosti armádu a Andrej Ivanovič Ostermann, zodpovídající především za diplomacii a zahraniční vztahy. V Rusku započala vláda jednoho ministra, totiž Birona; toto období je zváno bironovština. Nástrojem Bironovy zvůle se stala Tajná kancelář, tj. ruská tajná policie vedená sadistickým prokurátorem Andrejem Ivanovičem Ušakovem. Lidé, kteří byli Anne a Bironovi z nějakého důvodu nepohodlní, bývali odvlečeni k výslechu do sklepení Tajné kanceláře a obvykle odsouzeni ke zbičování a vyhnanství na Sibiři.
Biron a jeho kamarila záhy odstavili od vlády dosud všemocnou rodinu Dolgorukovových, která byla vypovězena na Sibiř, čtyři členové tohoto rodu byli krátce před Anninou smrtí, 8. listopadu 1739 popraveni v Novgorodu. Byl mezi nimi kníže Ivan Alexejevič Dolgorukov, odsouzený za velezradu kvůli padělání závěti předchozího cara Petra II. v Annin neprospěch. Na popravčím špalku skončila i hlava dalšího Bironova odpůrce, knížete Artěmije Petroviče Volyňského, kterého se Biron neúspěšně pokusil využít jako protiváhu proti Ostermannovi, zatímco jiný vlivný ruský aristokrat kníže Dmitrij Michaljovič Golicyn, jenž se podílel na sepsání Dvanácti bodů, zahynul ve vězení.
Za panování carevny Anny Ivanovny se značně rozšířila privilegia šlechty. Většinu užitečných reforem, zavedených za Anniny vlády, inicioval ministr Andrej Ostermann. Patřilo k nim zlepšení situace obchodu, snížení daní, ale také podpora zakládání nových škol a manufaktur. Jako ministr zahraničí byl opatrný a obezřetný, ale když byla válka nezbytná, vedl ji energicky a neponechával nic náhodě, což se projevilo zejména ve válce s Osmanskou říší. Rusko odstoupilo Persii pás území podél jižního pobřeží Kaspického moře, dobytý za Petra Velikého. Méně úspěšně naopak zasáhlo do války o následnictví polského trůnu. Úspěchem Ostermannovy diplomacie se nicméně stalo následné uzavření Loewenwoldovy smlouvy (zvané též smlouvou Tří černých orlů), v níž se Rusko, Rakousko a Prusko vzájemně zavazovaly, že nepřipustí návrat Stanisłava Leszczyńského na polský trůn nebo vládu Wettinů v Polsku.

### Nástupci
Bezdětná carevna Anna Ivanovna dlouho řešila problém s následnictvím trůnu a nakonec se rozhodla povolat do Ruska svou teprve třináctiletou neteř Alžbětu Meklenburskou, dceru své sestry Kateřiny, a za dědice vyhlásit jejího tehdy ještě nenarozeného syna. Alžběta přijala pravoslaví, nové jméno Anna Leopoldovna a ve svých jednadvaceti letech se v roce 1739 provdala za Antonína Oldřicha z rodu brunšvických vévodů. V srpnu 1740 se vytoužený následník skutečně narodil. O dva měsíce později – 17. října 1740 - carevna Anna Ivanovna zemřela na zánět ledvin a na trůn b\l dosazen jako car dvouměsíční Ivan VI. Doposud všemocný kuronský vévoda Biron se nyní dočkal odplaty za zneužívání své moci. Matka malého Ivana VI., Anna Leopoldovna, provedla 8. listopadu 1740 s podporou armády státní převrat a Biron byl poslán do vyhnanství na Sibiř. Za Ivana VI. od této chvíle vládla jeho matka. Vládu nikdy nepřevzal, neboť již následujícího roku nový palácový převrat otevřel cestu k ruskému trůnu druhorozené dceři Petra Velikého Alžbětě.
Anna Ivanovna byla pohřbena v Petropavlovském chrámu v Petrohradu.
Její desetileté panování bývá označováno jako temná epocha mezi vládou cara Petra Velikého a carevny Alžběty I.